# Jasnobrodiwka
Jasnobrodiwka (ukr. Яснобродівка) – wieś na Ukrainie, w obwodzie donieckim, w rejonie pokrowskim, w hromadzie Oczeretyne. W 2001 liczyła 70 mieszkańców.